# قانون نسبت‌های معین
قانون نسبت‌های معین (به انگلیسی: law of definite proportions) قانونی بنیادی در علم شیمی است که بیان می‌دارد: «نسبت عناصر در یک ترکیب شیمیایی خالص فارغ از روش تهیه و منبع ماده همیشه ثابت می‌باشد. به زبان دیگر نسبت جرمی عناصر سازنده همواره ثابت و مشخص است.» این قانون اولین بار توسط ژوزف پروست در سال ۱۷۷۹ پیشنهاد شد. به عنوان مثال هر میزانی از آب، که مولکول آن همیشه شامل ۲ اتم هیدروژن و یک اتم اکسیژن است، همواره از ۱۱/۱۹٪ هیدروژن  و ۸۸/۸۱٪ اکسیژن تشکیل شده‌است. این قانون پایه و اساس استوکیومتری را شکل می‌دهد.

## تاریخچه

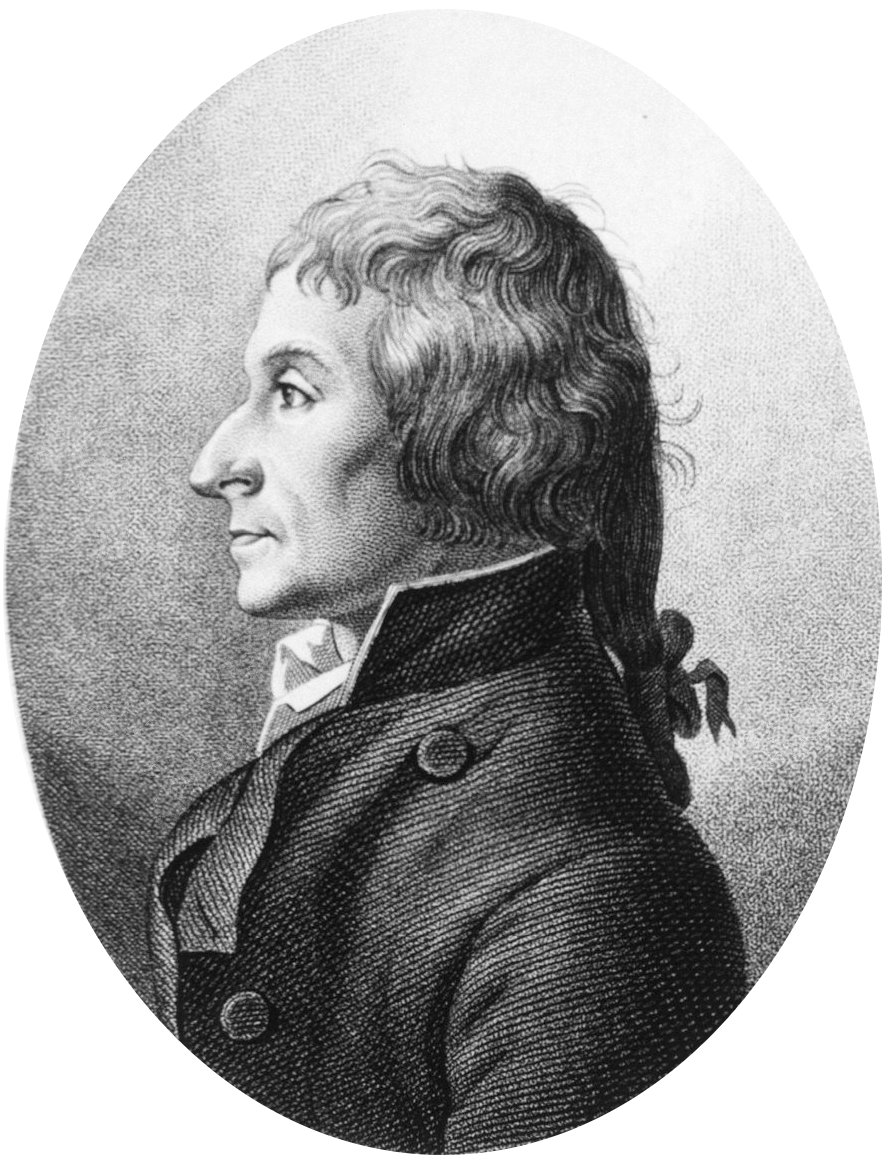
ژوزف پروست

پیش از پذیرش این اصل شیمی‌دان‌ها متوجه تفاوت بین ترکیبات شیمیایی خالص و مخلوط نبودند. به همین دلیل این نظریه توسط بسیاری از شیمی‌دان‌ها رد شد. برای نمونه کلود لویی برتوله بر این عقیده بود که عناصر می‌توانند با هر نسبتی با یکدیگر ترکیب شوند. نظریه مرتبط دیگری که توسط ویلیام پروت شیمی‌دان انگلیسی به سال ۱۸۱۵ بیان شده بود بر این باور بود که اتم هیدروژن اتمی بنیادین است و بنابراین جرم دیگر اتم‌ها همگی مضربی از جرم اتم هیدروژن است. این نظریه بعدها توسط یاکوب برزیلیوس سوئدی با نشان دادن اینکه جرم اتمی کلر ۳۵/۴۵ می‌باشد، رد شد. از ۱۹۲۰ این ناهمخوانی با نظریه دیگری زیر عنوان قانون اعداد صحیح توسط فرانسیس ویلیام استون، برنده جایزه نوبل، توضیح داده شد که با کشف ایزوتوپ‌های بسیاری از اتم‌ها بیان می‌نمود که جرم اتمی دیگر اتم‌ها با در نظر گرفتن این ایزوتوپ‌ها با تقریب بسیار خوبی مضارب صحیحی از جرم اتم هیدروژن می‌باشند.

## ترکیبات نا استوکیومتری
قانون نسبت‌های معین همواره صادق نیست. این امر در مورد اکسیدهای فلزی بیشتر به چشم می‌خورد. برای مثال می‌توان به اکسیدآهن اشاره کرد که همیشه به صورت FeO در طبیعت یافت نمی‌شود. بعلاوه از آنجاییکه میزان شرکت یک عنصر در جرم یک ترکیب استوکیومتریک می‌تواند متفاوت باشد، نمونه‌های ایزوتوپیک آن عنصر با توجه به منبع یافت شده نیز می‌توانند با هم متفاوت باشند. از آنجاییکه فرایندهای نجومی، اتمسفری، اقیانوسی، پوسته ای و عمقی زمین می‌توانند باعث تمرکز ایزوتوپ‌های متفاوت در یک نقطه خاص شوند، از این تفاوت‌های جرمی می‌توان برای تاریخ‌نگاری زمان انجام این فرایندها استفاده برد.
از این گذشته بسیاری از پلی مرهای طبیعی از جمله DNA، پروتوئین‌ها و کربوهیدرات‌ها حتی در خالت خالص به لحاظ ترکیب با یکدیگر متفاوتند. مثلاً پلی مرها را معمولاً ترکیب‌های شیمیایی خالص در نظر نمی‌گیرند مگر اینکه وزن مولکولی آن‌ها همگن بوده و استوکیومتری آن‌ها ثابت باشد.